# Jamie Laing
James "Jamie" Robin Grant Laing (Oxford, Oxfordshire, 3 de noviembre de 1988) es un actor, empresario y personalidad de televisión británico. Es el fundador de la empresa de confitería Candy Kittens y es más conocido por aparecer en la serie de telerrealidad Made in Chelsea desde la segunda temporada en 2011. Dirige y presenta dos podcasts, Private Parts y 6 Degrees from Jamie and Spencer de BBC Podcast. Como actor, ha aparecido en programas como Hollyoaks, Murder In Successville y Drunk History.

## Primeros años
Laing nació en Oxford en 1988. Sus padres se llaman Penny y Nicholas. Tiene un hermano mayor, Alexander y una hermana menor, Emily.
Asistió a Radley College, Mander Portman Woodward y más tarde a la Universidad de Leeds donde estudió teatro y actuación.
Laing es descendiente de Sir Alexander Grant, primer baronet, que creó la galleta digestiva McVitie en 1892,y sobrino nieto del barón Laing de Dunphail.

## Carrera
En 2011, Laing empezó su carrera a a través del programa de telerrealidad de E4, Made in Chelsea, uniéndose al programa en la segunda serie.
Ha hecho numerosas apariciones como invitado en programas como Alan Carr: Chatty Man, The Jonathan Ross Show, Loose Women, Viral Tap, Reality Bites, First Dates, Celebrity Juice, Safeword, The Apprentice: You're Fired!, This Morning, CelebAbility, I'm a Celebrity: Extra Camp, Virtually Famous, Good Morning Britain, The Crystal Maze, Through the Keyhole, Up Late with Rylan, Would I Lie to You?, 8 Out of 10 Cats, The Great British Bake Off: An Extra Slice, The Great British Bake Off for Stand Up To Cancer, Lorraine, The Time It Takes, Sunday Brunch, Joe Lycett's Got Your Back y Love Island: Aftersun.
En 2014, participó en el programa de televisión Famous, Rich and Hungry.
Laing es también el fundador de su propia empresa de confitería, Candy Kittens, la empresa de confitería de más rápido crecimiento en el Reino Unido.
En 2016, interpretó a un asistente a un desfile de modas en Absolutely Fabulous: The Movie.
En 2017 interpretó a un médico en la telenovela de Channel 4, Hollyoaks.
En 2017, apareció en la primera serie de Celebrity Hunted junto a su compañero coprotagonista de Made in Chelsea, Spencer Matthews.
En 2018, filmó un documental de Channel 4 llamado Famous and Fighting Crimeen el que se convirtió en policía voluntario en Peterborough.
También dirige y presenta un podcast, Private Parts, , con su amigo Francis Boulle y también inicia un podcast de la BBC, 6 Degrees from Jamie and Spencer, nuevamente con su compañero deMade in Chelsea, Spencer Matthews.
Laing fue anunciado como una de las celebridades participantes la serie 17 de Strictly Come Dancing en agosto de 2019; sin embargo, una lesión en el pie lo llevó a retirarse el 5 de septiembre, dos días antes de que se emitiera el espectáculo de lanzamiento, donde fue emparejado con la bailarina profesional Oti Mabuse. Fue reemplazado por Kelvin Fletcher, quien ganó la serie. Al año siguiente, fue anunciado como concursante de la serie 18, siendo esta vez emparejado con la bailarina profesional Karen Hauer, logrando llegar a la final y finalizando en el segundo puesto.

## Vida personal
Actualmente está en una relación con su coprotagonista de Made in Chelsea, Sophie Habboo; la pareja confirmó su relación en abril de 2019. Laing ha estado anteriormente en relaciones con las coprotagonistas de Made in Chelsea, Frankie Gaff y Tara Keeney. También salió con la modelo francesa Heloise Agostinelli.